# Stevens T. Mason
Stevens T. Mason (Stafford megye, 1760. december 29. – Philadelphia, 1803. május 10.) az Amerikai Egyesült Államok szenátora (Virginia, 1794–1803).